# Parapsyllus senellarti
Parapsyllus senellarti är en loppart som beskrevs av Beaucournu et Rodhain 1991. Parapsyllus senellarti ingår i släktet Parapsyllus och familjen Rhopalopsyllidae. Inga underarter finns listade i Catalogue of Life.